# Kamna Gorca
Kamna Gorca – wieś w Słowenii, w gminie Rogaška Slatina. W 2002 roku zamieszkiwana była przez 92 osoby.

## Mapy
- Położenie na mapach Geopedia.si
- Położenie na mapach Najdi.si. najdi.si. [zarchiwizowane z tego adresu (2016-03-05)].